# قرار مجلس الأمن التابع للأمم المتحدة رقم 836
قرار مجلس الأمن التابع للأمم المتحدة رقم 836، الصادر في 4 يونيو 1993. بعد إعادة التأكيد على القرار 713 (1991) وجميع القرارات اللاحقة بشأن الوضع في يوغوسلافيا السابقة، أعرب المجلس عن قلقه إزاء استمرار الوضع في البوسنة والهرسك وقرر توسيع ولاية قوة الأمم المتحدة للحماية للسماح لها باستخدام القوة لحماية «المناطق الآمنة».
وجدد المجلس التأكيد على القرار رقم 819 (1993) الذي طالب بمعاملة عدد من المدن في البوسنة والهرسك كمناطق آمنة، كما أكد على سيادة وسلامة أراضي واستقلال البلاد، وأدان جميع الهجمات والأعمال العسكرية ضدها. كما أعرب المجلس عن قلقه إزاء الانتهاكات الجسيمة للقانون الدولي الإنساني بما في ذلك الاستيلاء على الأراضي بالقوة أو بالتطهير العرقي.
كما أعاد القرار التأكيد على الحظر المفروض على الرحلات الجوية العسكرية في القرارات 781 (1992)، 786 (1992) و816 (1993) فوق البوسنة والهرسك وأكد أن مفهوم «المناطق الآمنة» كان استجابة لحالة طارئة وسيساهم في حل سياسي دائم، ولكن ليس غاية في حد ذاته. كما شدد على أن الحل الدائم سيتطلب إنهاء الأعمال العدائية والانسحاب من الأراضي التي تم الاستيلاء عليها بالقوة أو بالتطهير العرقي، وحق اللاجئين في العودة إلى ديارهم، واحترام أراضي البوسنة والهرسك.
دعا المجلس، عملاً بالفصل السابع من ميثاق الأمم المتحدة، إلى التنفيذ الكامل لجميع قراراته السابقة وقرر توسيع ولاية قوة الأمم المتحدة للحماية لتمكينها من ردع الهجمات على المناطق الآمنة ومراقبة وقف إطلاق النار وتعزيز الانسحاب من الوحدات العسكرية أو شبه العسكرية بخلاف تلك التابعة لحكومة البوسنة والهرسك واحتلال بعض النقاط الرئيسية على الأرض بالإضافة إلى تقديم المساعدة الإنسانية المنصوص عليها في القرار 776 (1992). وكانت المناطق الآمنة التي فُرضت كتدابير مؤقتة تهدف إلى عكس نتائج العنف والسماح للنازحين بالعودة إلى ديارهم.
طلب المجلس من الأمين العام بطرس بطرس غالي إجراء تعديلات أو تعزيز قوة الأمم المتحدة للحماية لتنفيذ هذا القرار وتوجيه قائد قوة الأمم المتحدة للحماية لإعادة نشر القوات في البوسنة والهرسك، وحث الدول الأعضاء على المساهمة في قوة حفظ السلام سواء من حيث الأفراد واللوجستيات. ثم أُذن لقوة الحماية باتخاذ تدابير، بما في ذلك استخدام القوة، الرد على القصف أو الغارات أو التعرض لقوافل المساعدة الإنسانية في المناطق الآمنة.
كما أذن المجلس للدول باستخدام جميع التدابير اللازمة، من خلال القوة الجوية، لدعم قوة الأمم المتحدة للحماية حول المناطق الآمنة. طُلب من الأمين العام في غضون 7 أيام تقديم تقرير عن كيفية تنفيذ القرار الحالي والتكاليف التي ينطوي عليها ذلك. في غضون شهرين، كان على بطرس غالي تقديم تقرير عن تنفيذ هذا القرار. وأخيراً، شدد المجلس على إمكانية فرض تدابير جديدة وأكثر صرامة إذا لزم الأمر.
تم تبني القرار بأغلبية 13 صوتاً مع امتناع عضوين عن التصويت من باكستان وفنزويلا.

## روابط خارجية
- نص القرار في undocs.org